# Tour della nazionale maschile di rugby a 15 dell'Australia 1987
Nel 1987, la Nazionale Australiana di "rugby a 15" si reca in Argentina per un Tour con cui restituisce la visita dell'Argentina degli anni precedenti. 
I "Pumas" si aggiudicano la serie di test grazie ad un pareggio e ad una vittoria storica.

## Risultati
Sistema di punteggio: meta = 4 punti, Trasformazione=2 punti .Punizione =  3 punti. drop = 3 punti. 
| Buenos Aires 10 ottobre 1987 | San Isidro | 15 – 36 | Australia XV | Estadio José Amalfitani |

| Cipolletti 14 ottobre 1987 | Provincias Argentina | 0 – 47 | Australia XV |  |

| Mendoza 17 ottobre 1987 | Cuyo | 3 – 40 | Australia XV |  |

| Santa Fe 20 ottobre 1987 | Santa Fe | 18 – 37 | Australia XV |  |

| Buenos Aires 24 ottobre 1987 | Invitacion XV | 15 – 36 | Australia XV | Estadio José Amalfitani |

| Asunción 27 ottobre 1987 | Seleccion XV | 9 – 45 | Australia XV |  |

| Buenos Aires 31 ottobre 1987                                                          | Argentina | 19 – 19                   | Australia | Estadio José Amalfitani |
| \| \| \| \| \| mete: trasf.: c.p.: Drop: \| Marcatori \| mete: trasf.: c.p.: Drop: \| |           |                           |           |                         |
|                                                                                       |           |                           |           |                         |
| mete: trasf.: c.p.: Drop:                                                             | Marcatori | mete: trasf.: c.p.: Drop: |           |                         |

| Asunción 3 novembre 1987 | Rosario | 15 – 35 | Australia XV |  |

| Buenos Aires 7 novembre 1987                                                          | Argentina | 27 – 19                   | Australia | Estadio José Amalfitani |
| \| \| \| \| \| mete: trasf.: c.p.: Drop: \| Marcatori \| mete: trasf.: c.p.: Drop: \| |           |                           |           |                         |
|                                                                                       |           |                           |           |                         |
| mete: trasf.: c.p.: Drop:                                                             | Marcatori | mete: trasf.: c.p.: Drop: |           |                         |